# Samper (Huesca)
Samper (aragonesisch Sant Per) ist ein spanischer Ort in den Pyrenäen in der Provinz Huesca der Autonomen Gemeinschaft Aragonien. Der Ort kam in den 1960er Jahren als Ortsteil von Trillo zur Gemeinde La Fueva. Samper hatte 18 Einwohner im Jahr 2015.
Der Ort liegt nordöstlich der Embalse de Mediano an der N-260.

## Baudenkmäler
- Kirche San Pedro (Bien de Interés Cultural)

## Weblinks

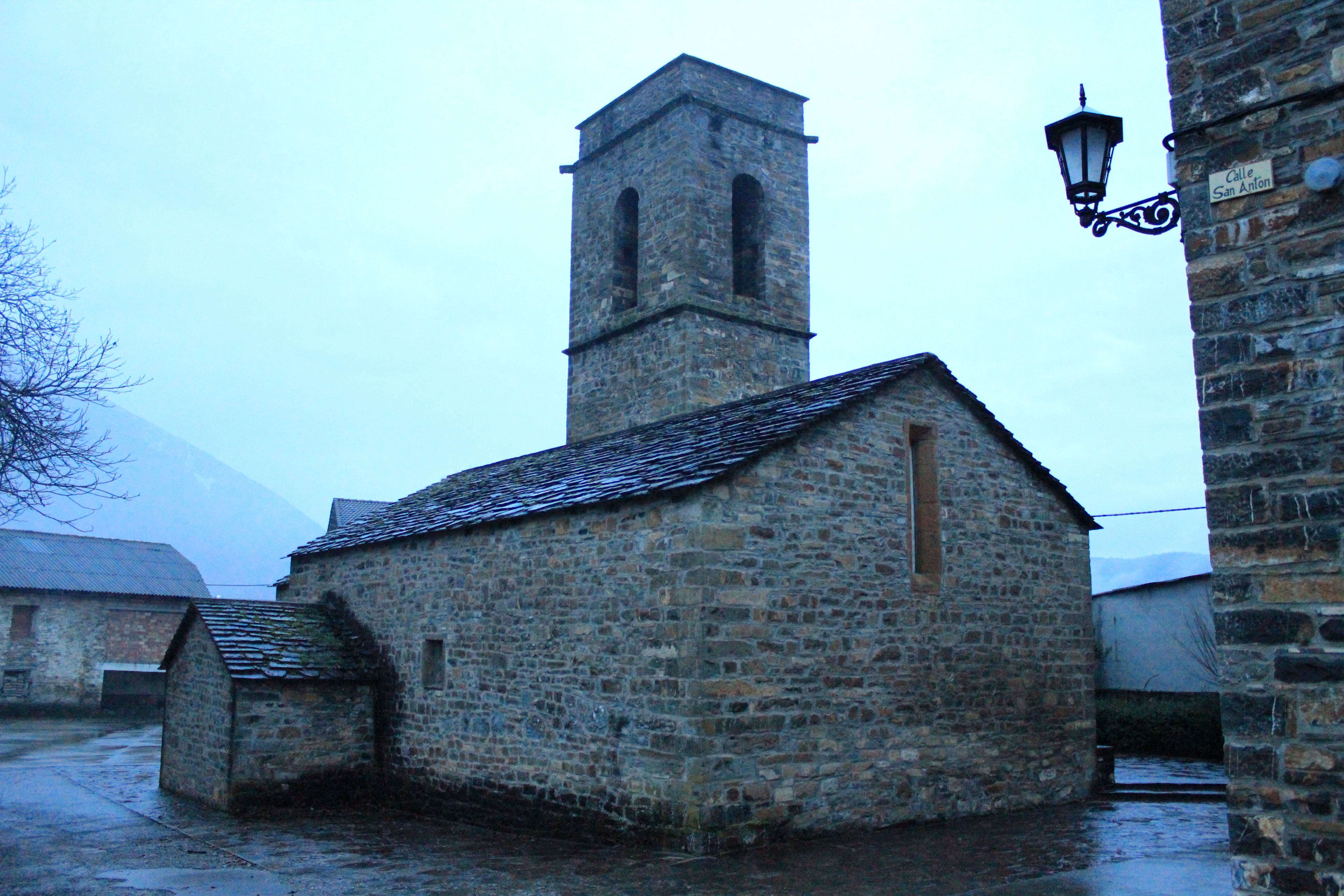
Kirche San Pedro